# Xenicola dohrni
Xenicola dohrni är en insektsart som först beskrevs av Brunner von Wattenwyl 1891.  Xenicola dohrni ingår i släktet Xenicola och familjen vårtbitare. Inga underarter finns listade i Catalogue of Life.